# Jean Tijssen
Joannes Maria Hubertus (Jean) Tijssen (Roermond, 8 februari 1865 – Brussel, 8 december 1919) was een Nederlands tenor.
Hij was zoon van bakker Peter Joseph Hubert Tijssen en Petronella Hubertina Angelina Franssen. Hijzelf was getrouwd met de Brusselse Julia Alphonsia Marie David. Broers Henri Tijssen, Jos Tijssen en zus Mina Tijssen (pianiste) waren ook musicus.
Hij kreeg zijn opleiding van zijn broer Henri Tijssen (directeur Muziekschool Roermond); een vervolgopleiding vond plaats bij Henri Warnots in Brussel. De opleiding kwam in 1890 ten einde met een zilveren medaille. Hij ging direct aan de slag bij de Nederlandse Opera van Johannes George de Groot, Amsterdam. Die aanstelling gold maar voor één seizoen; hij trok in 1891 naar Parijs, zong in de zalen Salle d'Harcourt en Salle Pleyel, maar ook bij Erard. In 1894 kwam hij terug naar Nederland, alwaar hij zich aansloot bij het operagezelschap van Cornelis van der Linden. Daarop volgde een aantal gastoptredens in Parijs, Oostende, Bayonne en Gent. In het seizoen 1897/1998 was hij weer bij de Nederlandse Opera in Amsterdam. Hij had in 1898 47 opera’s in zijn repertoire; hetgeen goed van pas kwam toen hij zich in 1898 verbond aan de Vlaamse Opera in Antwerpen.
Hij verhuisde naar Brussel. Naast of na zijn zangloopbaan werd hij er bankier; zo zong hij in 1917 nog in Roermond bij het Roermonds Mannenkoor.